# 義和 (北涼)
義和（ぎわ）は、五胡十六国時代、北涼の君主沮渠蒙遜の治世で使用された元号。431年6月 - 433年4月。

## 西暦・干支との対照表
| 義和 | 元年  | 2年   | 3年   |
| 西暦 | 431年 | 432年 | 433年 |
| 干支 | 辛未  | 壬申  | 癸酉  |